# Rising of Yog-Sothoth: Tribute to Thergothon
Rising of Yog-Sothoth: Tribute to Thergothon ist ein am 14. November 2009 von Solitude Productions veröffentlichtes Thergothon gewidmetes Tribute-Doppelalbum.

## Geschichte
Die Gründer des Labels Solitude Productions Jevgenij Semenjow und Sergey Terentjev planten ab dem Jahr 2007 die Veröffentlichung eines Tribut-Albums für Thergothon. Nachdem das Label internationale Interpreten des Death- und Funeral Doom zusammengebracht hatte, die sich an der Kompilation beteiligten, wurde Rising of Yog-Sothoth: Tribute to Thergorton am 14. November 2009 mit positiver internationaler Resonanz veröffentlicht. Da das Repertoire Thergothons sich auf das Album Stream from the Heavens und das Demo Fhtagn nagh Yog-Sothoth sowie einige wenige erhaltene Aufnahmen aus dem Proberaum der Gruppe begrenzt, wurden für die Kompilation manche Stücke von unterschiedlichen Interpreten aufgenommen und sind doppelt enthalten. Das umfassende Booklet der Kompilation verzeichnet alle Interpreten mit Kontaktadressen und Bandbesetzung zum Zeitpunkt der Aufnahme.

## Titelliste
CD 1
1. Asunder: Who Rides the Astral Wings: 11:00
2. Officium Triste: Crying Blood and Crimson Snow: 4:59
3. Evoken: Yet the Watchers Guard: 8:48
4. Imindain: Everlasting: 6:09
5. Colosseum: The Unknown Kadath in the Cold Waste: 3:47
6. Mournful Congregation: Elemental: 9:14
7. Worship: Evoken: 9:50
8. Umbra Nihil: The Twilight Fade: 3:26
9. Persistence in Mourning: Dancing in the Realm of Shades: 4:20

CD 2
1. Nojda: Evoken: 7:34
2. Otzepenevshiye: The Unknown Kadath in the Cold Waste: 7:10
3. Krohm: Everlasting: 5:29
4. Inter Arbores: Who Rides the Astral Wings: 8:25
5. Astral Sleep: Yet the Watchers Guard: 9:03
6. Aarni: Verivaikerrus Hurmehanki: 5:10
7. Axis of Advance: Elemental: 8:27
8. Singultus: The Twilight Fade: 2:14

## Wahrnehmung
Rising of Yog-Sothoth: Tribute to Thergothon ist eine der wenigen populären Kompilationen des Funeral-Doom-Genres und gilt als Veröffentlichung, die „Thergothons Ruf als die einzig wahre Pionierband des Genres […] sicherte.“ Die Zusammenstellung von international renommierten Künstlern, die der Band als Pionier des Genres Tribut zollten, gilt derweil als herausstechend und prägend für die Wahrnehmung der Kompilation und der Gruppe. Aleksey Evdokimov führt dazu die Gruppen Worship, Mournful Congregation, Officium Triste und Evoken an.
Die internationale Resonanz auf die Veröffentlichung war überwiegend positiv. Das Album erweise sich als eine „kongruente Hommage an einen der echten Kult-Acts des finnischen Death/Doom Metal mit fantastischer Gestaltung, Musik und viel glaubwürdiger Underground-Hingabe.“ Während das Urteil des russischen Webzines Doomantia lautete, dass es eine der besten Veröffentlichungen über Solitude Productions sei, wurde für Chronicles of Chaos bemängelt, dass das Album überambitioniert erscheine und sich in Monotonie ergehe. Die Dopplung diverser Titel sei dabei eine weitere Steigerung der Problematik. Der Umstand wurde in einer für Metal.de verfassten Besprechung hingegen als besonders Qualitätsmerkmal beurteilt.

„Gerade weil es mehr Bands als Songs sind hat man die Möglichkeit, gleich zwei Neuinterpretationen eines THERGOTHON-Songs zu hören, denen die Musiker in ganz unterschiedlicher Intensität ihre eigene Note verleihen. Besondere Anspieltipps bei der ersten Rotation sind v.a. OFFICIUM TRISTEs „Crying Blood And Crimson Snow“, EVOKENs „Yet The Watchers Guard“, COLOSSEUMs „The Unknown Kadath In The Cold Waste“, sowie NOJDAs „Evoken“ und AARNIs „Verivaikerrus-Hurmehanki“, die ihre Versionen durch Folk-Elemente bereichern und damit ein ganz neues Licht auf das sonst so düstere Material werfen.“